# 東京低地

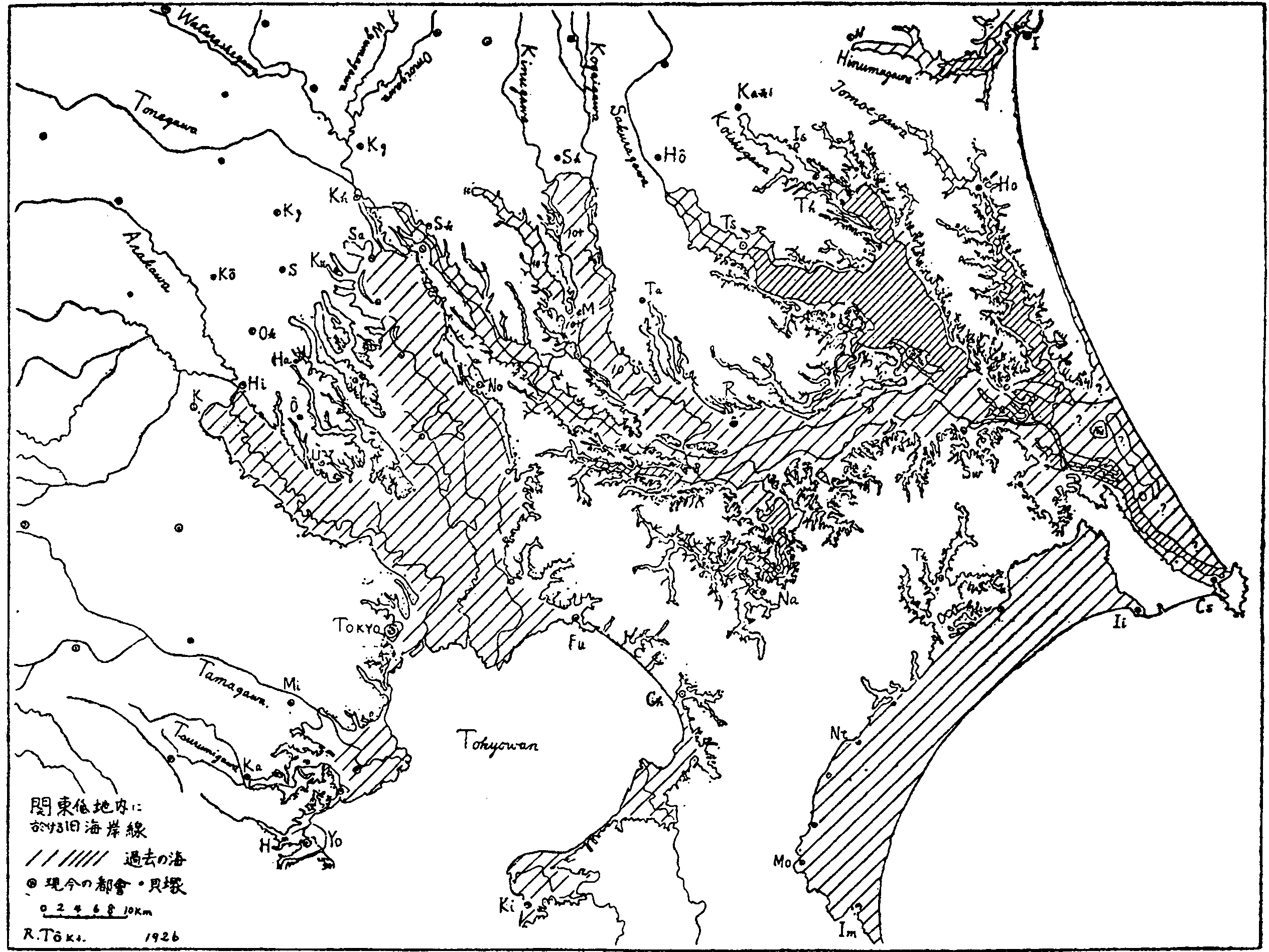
1926年時点の関東平野地図に、縄文海進時代の海進領域（斜線部）を重ねた地図。

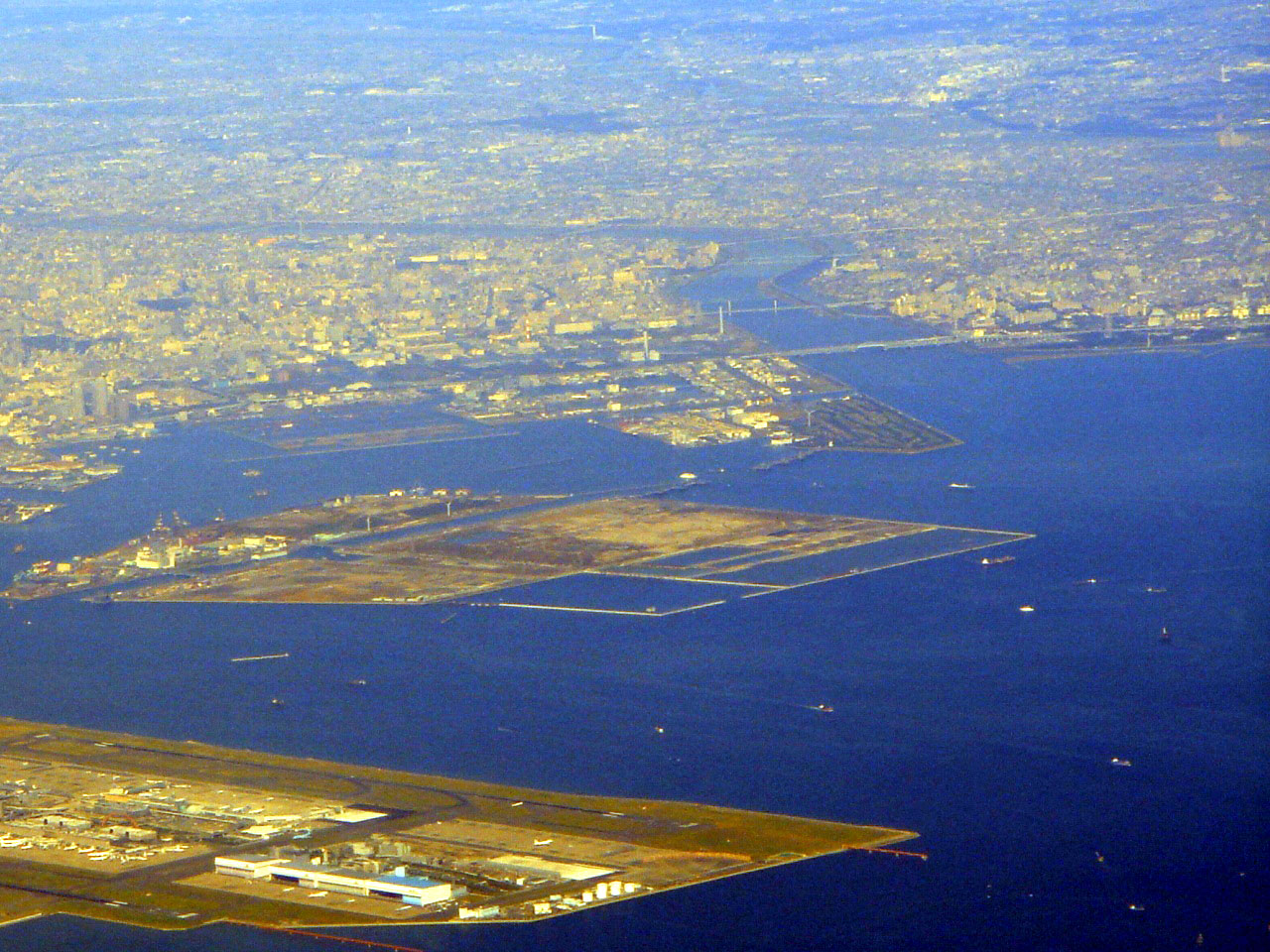
東京湾に注ぐ荒川

東京低地（とうきょうていち）は、東京都の東部及び千葉県南西端（浦安、市川、船橋の海岸低地）の武蔵野台地、大宮台地、下総台地に囲まれた平坦な三角州（デルタ）平野である。（東京）東部低地帯とも呼ばれている。北西からは荒川低地が、北からは中川低地が連続している。低地内を荒川、隅田川および中川、江戸川の自然、人工の河川が錯綜して流れ、東京湾に注いでいる。
過去の荒川水系及び旧利根川（中川）下流が作った沖積平野である。地盤高は全体に5m未満と平坦であり、中央部付近には地盤高が東京湾中等海水準よりも低い海抜ゼロメートル地帯が広く分布している。海岸部には干拓地や埋立地が広がり、自然堤防や砂州などの微高地が所々に分布している。江戸川、中川、荒川沿いには洪水時に河道に沿って両岸に土砂が堆積して形成された自然堤防が分布し、東京都と埼玉県の都県境をなす大場川にも連続的な自然堤防が分布している。砂州は荒川区千住付近から台東区上野を通り、中央区日本橋から銀座周辺まで広がっている。
武蔵野台地との境には京浜東北線が走っており、概ね線路を境に西側が武蔵野台地、東側が東京低地となる。

## 地質
東京低地の地盤は、上部から有楽町層、七号地層、埋没ローム、埋没段丘礫層、東京層、東京礫層、江戸川層、上総層群の順に構成されている。東京低地は一般に軟弱地盤地域であり、その主部をなす有楽町層、七号地層は最終氷期（ウルム氷期）以後の温暖化による海面上昇に伴い堆積した地層で、いわゆる「沖積層」とも呼ばれている。古来より地盤条件が悪いことから、洪水、高潮、地盤沈下および地震などの諸災害を受けやすい地域でもある。

## 地盤沈下
明治以降、産業の発展に伴い地下水の汲み上げが盛んに行われた結果、地盤沈下が進行した。1973年頃までに地盤沈下は急速に減少し、現在ではほぼ停止状態にあるが、最も沈下した江東区南砂二丁目では累計沈下量が約4.5メートルに達している。

## 江東デルタ地帯
東京低地の中央部に位置する荒川と隅田川に挟まれた地域のこと。墨田区、江東区の全域および江戸川区の一部が含まれる。江東三角地帯とも。